# James Ellington

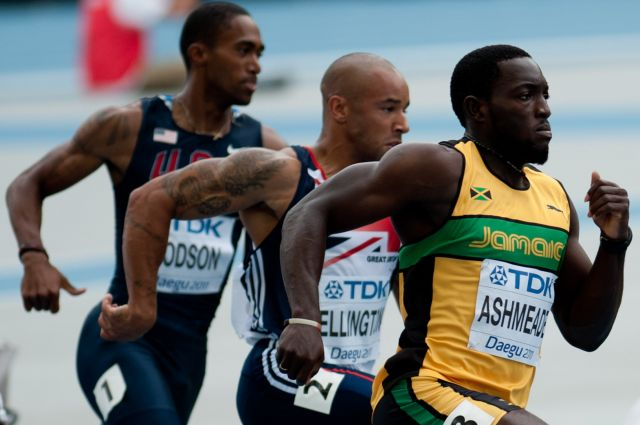
James Ellington (Mitte) bei den Weltmeisterschaften 2011

James Ellington (James Lee Ellington; * 6. September 1985 im London Borough of Lewisham) ist ein britischer Sprinter.
Bei den Weltmeisterschaften 2011 in Daegu schied er über 200 Meter im Vorlauf aus.
2012 erreichte er bei den Europameisterschaften in Helsinki mit dem britischen Team im Finale der 4-mal-100-Meter-Staffel nicht das Ziel und kam über 200 Meter bei den Olympischen Spielen in London nicht über die erste Runde hinaus.
Bei den Weltmeisterschaften 2013 in Moskau erreichte er über 200 Meter das Halbfinale und wurde mit dem britischen Quartett im Finale der 4-mal-100-Meter-Staffel disqualifiziert.
2014 schied er bei den Commonwealth Games in Glasgow über 200 Meter im Halbfinale aus und gewann mit der englischen 4-mal-100-Meter-Stafette Silber. Bei den Europameisterschaften in Zürich folgte zwar ein weiteres Halbfinalaus über 200 Meter, jedoch siegte er mit dem britischen Team in der 4-mal-100-Meter-Staffel.
Bei den Weltmeisterschaften 2015 in Peking erreichte er mit der britischen 4-mal-100-Meter-Stafette im Finale nicht das Ziel. 2016 verteidigte er in Amsterdam mit der britischen Staffel den Europameistertitel.
2011, 2012 und 2013 wurde er Britischer Meister.

## Persönliche Bestzeiten
- 60 m (Halle): 6,67 s, 8. Februar 2014, Sheffield
- 100 m: 10,13 s, 26. April 2014, Clermont
- 200 m: 20,42 s, 8. Juni 2013, Hengelo
  - Halle: 21,30 s, 26. Februar 2006, Birmingham